# Беренс, Виктор Иванович
Виктор Иванович Беренс (1814—1884) — российский математик, инженер-полковник, автор ряда научных трудов.

## Биография
Виктор Беренс родился в 1814 году; из дворян. Успешно окончил Николаевскую инженерную академию.
По окончании обучения он всецело посвятил свою деятельность преподаванию излюбленной им математики и успел заслужить на педагогическом поприще широкую известность. В последние годы жизни он занимал кафедру высшей математики в альма-матер и состоял преподавателем математических наук в Константиновском училище и в некоторых других учебных заведениях Российской империи. 
На 1869 года – инженер-подполковник, состоял при 2 Константиновском ВУ и одновременно занимал пост директора в одной из частных гимназий в столице. 
Работая над продолжением последнего труда «Элементарный курс исчисления бесконечно малых» (1884 г., ч. 1), Виктор Иванович Беренс заболел воспалением мозга и 23 декабря 1884 года скончался (4 января 1885 по новому стилю).
Как учёный Беренс наиболее известен следующими трудами: «Курс дифференциального исчисления», СПб., 1849 г., «Теория численных приближений», СПб., 1857 г., «Дифференциальное исчисление», СПб., 1858 г., «Интегральное исчисление», СПб., 1863 г., «Заметка» по поводу рецензии О. на сочинение «Интегральное исчисление» («Инженерный журнал», 1863 г., кн. 2-я), «Начальная геометрия для средних учебных заведений», СПб., 1872 г. и 1884 г., «Курс математики и механики для военных училищ», СПб., 1880 год.
Заслуги В. И. Беренса были отмечены орденами Святого Станислава 2 степени (1871), Святой Анны 2 степени (1874) и Святого Владимира 4 степени (1879).